# Viechtach
Viechtach é um município da Alemanha, situado no distrito de Regen, no estado da Baviera. Tem 62,48 km² de área, e sua população em 2019 foi estimada em 8.374 habitantes.